# Großer Preis von Südafrika 1980
Der Große Preis von Südafrika 1980 (offiziell XXVI South African Nashua Grand Prix) fand am 1. März auf dem Kyalami Grand Prix Circuit in Midrand statt und war das dritte Rennen der Automobil-Weltmeisterschaft 1980.

## Berichte

### Hintergrund
Während der fünfwöchigen Unterbrechung, die zwischen dem zweiten und dritten WM-Lauf des Jahres lag, hatte das ATS Racing Team ein erstes Exemplar des neuen Modells D4 fertiggestellt. Der Wagen wurde von Marc Surer pilotiert. Bei Tyrrell kam ebenfalls ein neues Fahrzeug mit der Bezeichnung Tyrrell 010 zum Einsatz. Von diesem Modell existierte bereits für beide Werksfahrer jeweils ein Exemplar.
Bei Shadow wurde Stefan Johansson nach zwei misslungenen Qualifikationsversuchen in Argentinien und Brasilien durch Geoff Lees ersetzt.
In der Fahrerwertung führte Alan Jones mit vier Punkten vor René Arnoux und mit sieben Punkten vor Nelson Piquet und Elio de Angelis. In der Konstrukteurswertung führte Williams-Ford mit vier Punkten vor Renault und mit sieben Punkten vor Brabham-Ford und Lotus-Ford.

### Training
Die beiden Renault-Piloten Jean-Pierre Jabouille und Arnoux bildeten die erste Startreihe vor Piquet und Jacques Laffite. Es folgten Didier Pironi und Carlos Reutemann.
Surer verunglückte während des Trainings schwer, musste aus seinem zerstörten Fahrzeug herausgeschnitten werden und trug Beinverletzungen davon. Alain Prost verunfallte unabhängig davon ebenfalls und musste auf eine Teilnahme am Rennen verzichten.

### Rennen
Während sich Jabouille und Arnoux leicht absetzen konnten, kämpften dahinter Jones, Laffite, Reutemann, Piquet und Gilles Villeneuve um den zweiten Platz. Im Laufe der ersten Runden griff zudem Jody Scheckter in das Geschehen ein, indem er an Villeneuve und Piquet vorbeizog.
Während Villeneuve durch einen Boxenstopp weit zurückfiel, wurde Jones von Laffite überholt. Aufgrund von Motorproblemen fiel mit Scheckter ab der zwölften Runde auch der zweite Ferrari-Pilot aussichtslos zurück und schließlich in der 15. Runde ganz aus.
Jones musste in Runde 35 aufgrund eines Getriebeschadens aufgeben. Jean-Pierre Jarier, der zwischenzeitlich den fünften Rang belegt hatte, fiel ab der 55. Runde hinter Piquet und Pironi zurück.
Der bis dahin in Führung liegende Jabouille schied in der 62. Runde aufgrund eines Reifenschadens aus. Dennoch kam es mit Arnoux vor Laffite und Pironi zu einem französischen Dreifachsieg. Einen solchen Erfolg dreier Landsmänner hatte es zuletzt beim Großen Preis der USA 1968 gegeben, als mit Jackie Stewart, Graham Hill und John Surtees drei Briten gleichzeitig auf dem Podium standen. Übertroffen wurde dies allerdings durch die Tatsache, dass diesmal auch die drei ersten Plätze der Konstrukteure ausschließlich von französischen Teams erreicht wurden, ebenso wie die Pole-Position und die schnellste Rennrunde.

## Meldeliste
| Team                          | Nr. | Fahrer                | Chassis        | Motor                    | Reifen |
| ----------------------------- | --- | --------------------- | -------------- | ------------------------ | ------ |
| Scuderia Ferrari SpA SEFAC    | 01  | Jody Scheckter        | Ferrari 312T5  | Ferrari 015 3.0 F12      | M      |
| Scuderia Ferrari SpA SEFAC    | 02  | Gilles Villeneuve     | Ferrari 312T5  | Ferrari 015 3.0 F12      | M      |
| Candy Tyrrell Team            | 03  | Jean-Pierre Jarier    | Tyrrell 010    | Ford Cosworth DFV 3.0 V8 | G      |
| Candy Tyrrell Team            | 04  | Derek Daly            | Tyrrell 010    | Ford Cosworth DFV 3.0 V8 | G      |
| Parmalat Racing Team          | 05  | Nelson Piquet         | Brabham BT49   | Ford Cosworth DFV 3.0 V8 | G      |
| Parmalat Racing Team          | 06  | Ricardo Zunino        | Brabham BT49   | Ford Cosworth DFV 3.0 V8 | G      |
| Marlboro Team McLaren         | 07  | John Watson           | McLaren M29B   | Ford Cosworth DFV 3.0 V8 | G      |
| Marlboro Team McLaren         | 08  | Alain Prost           | McLaren M29B   | Ford Cosworth DFV 3.0 V8 | G      |
| Team ATS                      | 09  | Marc Surer            | ATS D4         | Ford Cosworth DFV 3.0 V8 | G      |
| Team ATS                      | 10  | Jan Lammers           | ATS D3         | Ford Cosworth DFV 3.0 V8 | G      |
| Team Essex Lotus              | 11  | Mario Andretti        | Lotus 81       | Ford Cosworth DFV 3.0 V8 | G      |
| Team Essex Lotus              | 12  | Elio de Angelis       | Lotus 81       | Ford Cosworth DFV 3.0 V8 | G      |
| Unipart Racing Team           | 14  | Clay Regazzoni        | Ensign N180    | Ford Cosworth DFV 3.0 V8 | G      |
| Équipe Renault Elf            | 15  | Jean-Pierre Jabouille | Renault RE20   | Renault EF1 1.5 V6t      | M      |
| Équipe Renault Elf            | 16  | René Arnoux           | Renault RE20   | Renault EF1 1.5 V6t      | M      |
| Shadow Cars                   | 17  | Geoff Lees            | Shadow DN11    | Ford Cosworth DFV 3.0 V8 | G      |
| Shadow Cars                   | 18  | Dave Kennedy          | Shadow DN11    | Ford Cosworth DFV 3.0 V8 | G      |
| Skol Fittipaldi Team          | 20  | Emerson Fittipaldi    | Fittipaldi F7  | Ford Cosworth DFV 3.0 V8 | G      |
| Skol Fittipaldi Team          | 21  | Keke Rosberg          | Fittipaldi F7  | Ford Cosworth DFV 3.0 V8 | G      |
| Marlboro Team Alfa Romeo      | 22  | Patrick Depailler     | Alfa Romeo 179 | Alfa Romeo 1260 3.0 V12  | G      |
| Marlboro Team Alfa Romeo      | 23  | Bruno Giacomelli      | Alfa Romeo 179 | Alfa Romeo 1260 3.0 V12  | G      |
| Équipe Ligier Gitanes         | 25  | Didier Pironi         | Ligier JS11/15 | Ford Cosworth DFV 3.0 V8 | G      |
| Équipe Ligier Gitanes         | 26  | Jacques Laffite       | Ligier JS11/15 | Ford Cosworth DFV 3.0 V8 | G      |
| Albilad-Williams Racing Team  | 27  | Alan Jones            | Williams FW07B | Ford Cosworth DFV 3.0 V8 | G      |
| Albilad-Williams Racing Team  | 28  | Carlos Reutemann      | Williams FW07B | Ford Cosworth DFV 3.0 V8 | G      |
| Warsteiner Arrows Racing Team | 29  | Riccardo Patrese      | Arrows A3      | Ford Cosworth DFV 3.0 V8 | G      |
| Warsteiner Arrows Racing Team | 30  | Jochen Mass           | Arrows A3      | Ford Cosworth DFV 3.0 V8 | G      |
| Osella Squadra Corse          | 31  | Eddie Cheever         | Osella FA1     | Ford Cosworth DFV 3.0 V8 | G      |

## Klassifikationen

### Qualifying
| Pos. | Fahrer                | Konstrukteur    | Qualifikationstraining 1 | Qualifikationstraining 1 | Qualifikationstraining 2 | Qualifikationstraining 2 | Start |
| Pos. | Fahrer                | Konstrukteur    | Zeit                     | Ø-Geschwindigkeit        | Zeit                     | Ø-Geschwindigkeit        | Start |
| ---- | --------------------- | --------------- | ------------------------ | ------------------------ | ------------------------ | ------------------------ | ----- |
| 01   | Jean-Pierre Jabouille | Renault         | 1:10,00                  | 211,063 km/h             | 1:11,92                  | 205,428 km/h             | 01    |
| 02   | René Arnoux           | Renault         | 1:10,21                  | 210,432 km/h             | 1:11,11                  | 207,768 km/h             | 02    |
| 03   | Nelson Piquet         | Brabham-Ford    | 1:11,87                  | 205,571 km/h             | 1:12,16                  | 204,745 km/h             | 03    |
| 04   | Jacques Laffite       | Ligier-Ford     | 1:11,88                  | 205,543 km/h             | 1:12,40                  | 204,066 km/h             | 04    |
| 05   | Didier Pironi         | Ligier-Ford     | 1:12,11                  | 204,887 km/h             | 1:12,16                  | 204,745 km/h             | 05    |
| 06   | Carlos Reutemann      | Williams-Ford   | 1:12,15                  | 204,773 km/h             | 1:12,18                  | 204,688 km/h             | 06    |
| 07   | Patrick Depailler     | Alfa Romeo      | 1:13,13                  | 202,029 km/h             | 1:12,16                  | 204,745 km/h             | 07    |
| 08   | Alan Jones            | Williams-Ford   | 1:12,23                  | 204,547 km/h             | 1:12,66                  | 203,336 km/h             | 08    |
| 09   | Jody Scheckter        | Ferrari         | 1:12,95                  | 202,528 km/h             | 1:12,32                  | 204,292 km/h             | 09    |
| 10   | Gilles Villeneuve     | Ferrari         | 1:12,38                  | 204,123 km/h             | 1:13,40                  | 201,286 km/h             | 10    |
| 11   | Riccardo Patrese      | Arrows-Ford     | 1:12,95                  | 202,528 km/h             | 1:12,50                  | 203,785 km/h             | 11    |
| 12   | Bruno Giacomelli      | Alfa Romeo      | 1:12,51                  | 203,757 km/h             | 1:12,83                  | 202,861 km/h             | 12    |
| 13   | Jean-Pierre Jarier    | Tyrrell-Ford    | 1:12,70                  | 203,224 km/h             | 1:12,76                  | 203,057 km/h             | 13    |
| 14   | Elio de Angelis       | Lotus-Ford      | 1:12,74                  | 203,112 km/h             | 1:13,00                  | 202,389 km/h             | 14    |
| 15   | Mario Andretti        | Lotus-Ford      | 1:13,26                  | 201,671 km/h             | 1:12,93                  | 202,583 km/h             | 15    |
| 16   | Derek Daly            | Tyrrell-Ford    | 1:13,04                  | 202,278 km/h             | 1:13,60                  | 200,739 km/h             | 16    |
| 17   | Ricardo Zunino        | Brabham-Ford    | 1:13,05                  | 202,251 km/h             | 1:13,29                  | 201,588 km/h             | 17    |
| 18   | Emerson Fittipaldi    | Fittipaldi-Ford | 1:13,23                  | 201,753 km/h             | 1:13,53                  | 200,930 km/h             | 18    |
| 19   | Jochen Mass           | Arrows-Ford     | 1:13,25                  | 201,698 km/h             | 1:13,29                  | 201,588 km/h             | 19    |
| 20   | Clay Regazzoni        | Ensign-Ford     | 1:13,56                  | 200,848 km/h             | 1:13,25                  | 201,698 km/h             | 20    |
| 21   | John Watson           | McLaren-Ford    | 1:14,04                  | 199,546 km/h             | 1:13,61                  | 200,712 km/h             | 21    |
| 22   | Alain Prost           | McLaren-Ford    | 1:13,76                  | 200,304 km/h             | keine Zeit               | –                        | DNS   |
| 23   | Eddie Cheever         | Osella-Ford     | 1:13,84                  | 200,087 km/h             | 1:13,83                  | 200,114 km/h             | 22    |
| 24   | Keke Rosberg          | Fittipaldi-Ford | 1:13,84                  | 200,087 km/h             | 1:13,93                  | 199,843 km/h             | 23    |
| 25   | Geoff Lees            | Shadow-Ford     | 1:14,46                  | 198,421 km/h             | 1:15,20                  | 196,468 km/h             | 24    |
| 26   | Marc Surer            | ATS-Ford        | 1:14,54                  | 198,208 km/h             | keine Zeit               | –                        | DNS   |
| DNQ  | Dave Kennedy          | Shadow-Ford     | 1:15,23                  | 196,390 km/h             | 1:15,38                  | 195,999 km/h             | –     |
| DNQ  | Jan Lammers           | ATS-Ford        | keine Zeit               | –                        | 1:15,29                  | 196,233 km/h             | –     |

### Rennen
| Pos. | Fahrer                | Konstrukteur    | Runden | Stopps | Zeit       | Start | Schnellste Runde |
| ---- | --------------------- | --------------- | ------ | ------ | ---------- | ----- | ---------------- |
| 01   | René Arnoux           | Renault         | 78     | 0      | 1:36:52,54 | 02    | 1:13,15 (51.)    |
| 02   | Jacques Laffite       | Ligier-Ford     | 78     | 0      | + 34,07    | 04    | 1:13,91          |
| 03   | Didier Pironi         | Ligier-Ford     | 78     | 0      | + 52,49    | 05    | 1:14,19          |
| 04   | Nelson Piquet         | Brabham-Ford    | 78     | 0      | + 1:01,02  | 03    | 1:14,57          |
| 05   | Carlos Reutemann      | Williams-Ford   | 77     | 1      | + 1 Runde  | 06    | 1:14,41          |
| 06   | Jochen Mass           | Arrows-Ford     | 77     | 0      | + 1 Runde  | 19    | 1:14,80          |
| 07   | Jean-Pierre Jarier    | Tyrrell-Ford    | 77     | 1      | + 1 Runde  | 13    | 1:13,34          |
| 08   | Emerson Fittipaldi    | Fittipaldi-Ford | 77     | 0      | + 1 Runde  | 18    | 1:14,90          |
| 09   | Clay Regazzoni        | Ensign-Ford     | 77     | 0      | + 1 Runde  | 20    | 1:15,05          |
| 10   | Ricardo Zunino        | Brabham-Ford    | 77     | 0      | + 1 Runde  | 17    | 1:14,93          |
| 11   | John Watson           | McLaren-Ford    | 76     | 0      | + 2 Runden | 21    | 1:15,69          |
| 12   | Mario Andretti        | Lotus-Ford      | 76     | 0      | + 2 Runden | 15    | 1:14,62          |
| 13   | Geoff Lees            | Shadow-Ford     | 70     | 0      | DNF        | 24    | 1:16,81          |
| –    | Bruno Giacomelli      | Alfa Romeo      | 69     | 1      | DNF        | 12    | 1:14,88          |
| –    | Jean-Pierre Jabouille | Renault         | 61     | 0      | DNF        | 01    | 1:13,29          |
| –    | Derek Daly            | Tyrrell-Ford    | 61     | 1      | DNF        | 16    | 1:15,10          |
| –    | Keke Rosberg          | Fittipaldi-Ford | 59     | 0      | DNF        | 23    | 1:15,57          |
| –    | Patrick Depailler     | Alfa Romeo      | 53     | 2      | DNF        | 07    | 1:15,08          |
| –    | Alan Jones            | Williams-Ford   | 34     | 0      | DNF        | 08    | 1:13,99          |
| –    | Gilles Villeneuve     | Ferrari         | 31     | 1      | DNF        | 10    | 1:14,65          |
| –    | Jody Scheckter        | Ferrari         | 13     | 1      | DNF        | 09    | 1:14,68          |
| –    | Riccardo Patrese      | Arrows-Ford     | 10     | 0      | DNF        | 11    | 1:14,39          |
| –    | Eddie Cheever         | Osella-Ford     | 8      | 0      | DNF        | 22    | 1:16,61          |
| –    | Elio de Angelis       | Lotus-Ford      | 1      | 0      | DNF        | 14    | –                |

## WM-Stände nach dem Rennen
Die ersten sechs des Rennens bekamen 9, 6, 4, 3, 2 bzw. 1 Punkt(e). Es zählten nur die besten fünf Ergebnisse aus den ersten sieben Rennen und die besten fünf Ergebnisse aus den letzten sieben Rennen. In der Konstrukteurswertung wurden alle Resultate gewertet.

### Fahrerwertung
| Pos. | Fahrer           | Konstrukteur    | Punkte |
| ---- | ---------------- | --------------- | ------ |
| 01   | René Arnoux      | Renault         | 18     |
| 02   | Alan Jones       | Williams-Ford   | 13     |
| 03   | Nelson Piquet    | Brabham-Ford    | 9      |
| 04   | Didier Pironi    | Ligier-Ford     | 7      |
| 05   | Elio de Angelis  | Lotus-Ford      | 6      |
| 06   | Jacques Laffite  | Ligier-Ford     | 6      |
| 07   | Keke Rosberg     | Fittipaldi-Ford | 4      |
| 08   | Derek Daly       | Tyrrell-Ford    | 3      |
| 09   | Alain Prost      | McLaren-Ford    | 3      |
| 10   | Bruno Giacomelli | Alfa Romeo      | 2      |
| 11   | Carlos Reutemann | Williams-Ford   | 2      |
| 12   | Riccardo Patrese | Arrows-Ford     | 1      |
| 13   | Jochen Mass      | Arrows-Ford     | 1      |

| Pos. | Fahrer                | Konstrukteur    | Punkte |
| ---- | --------------------- | --------------- | ------ |
| 14   | Ricardo Zunino        | Brabham-Ford    | 0      |
| 15   | Jean-Pierre Jarier    | Tyrrell-Ford    | 0      |
| 16   | Marc Surer            | ATS-Ford        | 0      |
| 17   | Emerson Fittipaldi    | Fittipaldi-Ford | 0      |
| 18   | Clay Regazzoni        | Ensign-Ford     | 0      |
| 19   | John Watson           | McLaren-Ford    | 0      |
| 20   | Mario Andretti        | Lotus-Ford      | 0      |
| 21   | Geoff Lees            | Shadow-Ford     | 0      |
| 22   | Gilles Villeneuve     | Ferrari         | 0      |
| –    | Patrick Depailler     | Alfa Romeo      | 0      |
| –    | Jody Scheckter        | Ferrari         | 0      |
| –    | Jean-Pierre Jabouille | Renault         | 0      |
| –    | Eddie Cheever         | Osella-Ford     | 0      |

### Konstrukteurswertung
| Pos. | Konstrukteur    | Punkte |
| ---- | --------------- | ------ |
| 01   | Renault         | 18     |
| 02   | Williams-Ford   | 15     |
| 03   | Ligier-Ford     | 13     |
| 04   | Brabham-Ford    | 9      |
| 05   | Lotus-Ford      | 6      |
| 06   | Fittipaldi-Ford | 4      |
| 07   | Tyrrell-Ford    | 3      |
| 08   | McLaren-Ford    | 3      |

| Pos. | Konstrukteur | Punkte |
| ---- | ------------ | ------ |
| 09   | Alfa Romeo   | 2      |
| 10   | Arrows-Ford  | 2      |
| 11   | ATS-Ford     | 0      |
| 12   | Ensign-Ford  | 0      |
| 13   | Shadow-Ford  | 0      |
| 14   | Ferrari      | 0      |
| –    | Osella-Ford  | 0      |